# Định lý Gelfond–Schneider
Định lý Gelfond-Schneider mang tên của nhà toán học người Nga Alexander Osipovich Gelfond (1906-1968) và của nhà toán học Theodor Schneider (1911-1988), hai người cùng độc lập chứng minh trong lý thuyết số định lý này trong năm 1934.

## Phát biểu
Cho một số đại số a khác 1 và khác 0, và một số vô tỉ đại số b, thì số ab là số siêu việt.

## Ví dụ
Các số sau đây là siêu việt:
- {\displaystyle e^{\pi }=(e^{i\pi })^{-i}=(-1)^{i}}
- {\displaystyle 3^{\sqrt {5}}}

Nếu không có điều kiện a và b là các số đại số, định lý nói chung không đúng. Ví dụ, {\displaystyle {\left({\sqrt {2}}^{\sqrt {2}}\right)}^{\sqrt {2}}={\sqrt {2}}^{{\sqrt {2}}\cdot {\sqrt {2}}}={\sqrt {2}}^{2}=2.}
ở đây, a là √2√2, là một số siêu việt. Tương tự, nếu a = 3 và b = (log 2)/(log 3) là một số siêu việt, thì ab = 2 là một số đại số.

## Phân tích
- Định lý này được tổng quát hóa thành định lý Baker, bởi nhà toán học người Anh Alan Baker (1939- ) chứng minh năm 1966, như sau:

Nếu a1,a2,..., an là các số khác không sao cho log a1, log a2,..., log an là độc lập tuyến tính trên trường số hữu tỉ, thì 1, log a1, log a2,..., log an cũng độc lập tuyến tính trên mọi trường số đại số.
- Định lý này cũng cung cấp một lời giải cho vấn đề thứ 7 của Các bài toán Hilbert.

## Lưu ý
- Quy ước log lấy trên cơ số tự nhiên e (đôi khi còn được viết là ln).

### Sách
- Baker, Alan (1975), Transcendental number theory, Cambridge University Press, tr. 10, ISBN 978-0-521-20461-3, Zbl 0297.10013
- Feldman, N. I.; Nesterenko, Yu. V. (1998), Transcendental numbers, Encyclopedia of mathematical sciences, quyển 44, Springer-Verlag, ISBN 3-540-61467-2, MR 1603604
- Gel'fond, A. O. (1960) [1952], Transcendental and algebraic numbers, Dover Phoenix editions, New York: Dover Publications, ISBN 978-0-486-49526-2, MR 0057921
- LeVeque, William J. (2002) [1956]. Topics in Number Theory, Volumes I and II. New York: Dover Publications. ISBN 978-0-486-42539-9.
- Niven, Ivan (1956). Irrational Numbers. Mathematical Association of America. ISBN 0-88385-011-7.

### Báo
- Aleksandr Gelfond (1934). "Sur le septième Problème de Hilbert". Bulletin de l'Académie des Sciences de l'URSS. Classe des sciences mathématiques et na. VII (4): 623–634.